# ファイティングカップ
『ファイティングカップ』は、1998年にイマジニアが発売した3D格闘ゲーム。

## 概要
NINTENDO 64の格闘ゲームは珍しいが、このゲームの特殊な点は実際の競技のようにポイント制が採用されているところにある。投げ抜けやカウンター等を成功させることで、点数は上がる。また、ハードの売りである3Dポリゴンの性能を活かしてリングアウトの概念を導入し、これもポイント制において重要な要素となっている。翌年には続編である『格闘伝承 F-Cup Maniax』が発売された。